# Peter C. Endler

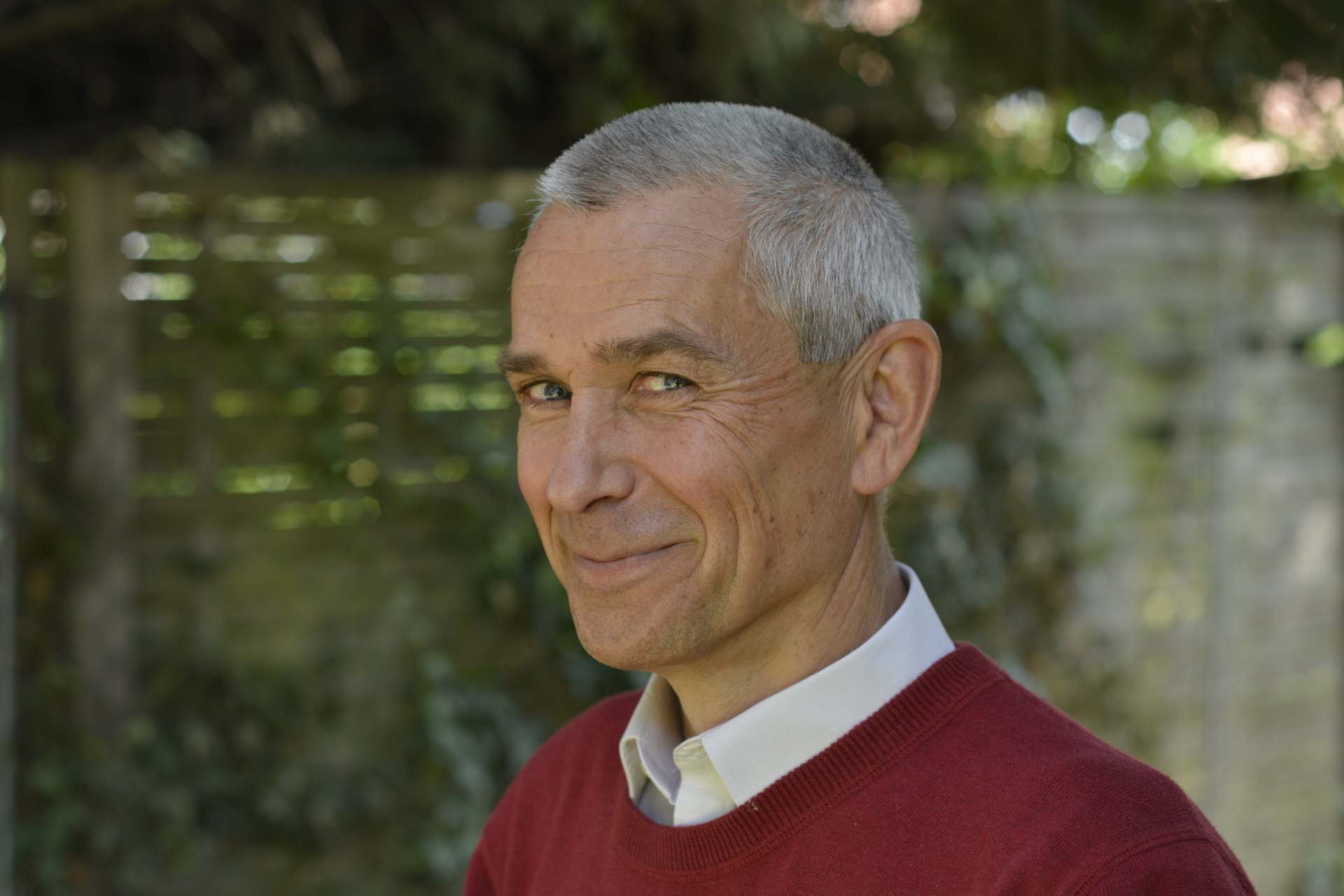
Peter C. Endler 2018

Peter Christian Endler (* 24. Oktober 1958 in Graz) ist ein österreichischer Hochschullehrer sowie Psychotherapeut und Gruppenanalytiker.

## Werdegang
Nach der Promotion in Humanbiologie an der Universität Wien 1988 mit einer Dissertation über Gesundheitsgewohnheiten Hochbetagter arbeitete Endler zunächst an einem Boltzmann Institut in Graz und an der Universität Urbino in der Laborforschung zur Regulationsbiologie. In diesem Fach war er als WHO-Experte, EU-Berater und als Gastlektor der Universität Exeter tätig und erhielt an der Universidad Azteca die venia docendi im Bereich Gesundheitswissenschaften. Mit Hilfe eines EU-Projektes zur Transparenz in der Bildung für helfende Berufe mit den Schwerpunkten Salutogenese, Tiefenpsychologie sowie wissenschaftliches Arbeiten begann er im Jahr 2000 am Interuniversitären Kolleg für Gesundheit und Entwicklung Graz / Schloss Seggau zu forschen, zu lehren und Diplomanden und Dissertanten, u. a. zu Themen der Therapeutengesundheit, zu betreuen.
Nach einer zweiten Ausbildung ab 2004 zum psychoanalytischen Psychotherapeuten und Gruppenpsychoanalytiker gemäß österreichischem Psychotherapiegesetz, sowie einer zusätzlichen Forschungspromotion in Psychologie, begann er, zunächst mit pflegenden Angehörigen, danach auch mit Menschen nach Demenzdiagnose, tiefenpsychologisch zu arbeiten. Er ist Mitglied des Österreichischen Arbeitskreises für Gruppentherapie und Gruppendynamik, Wien und der International Group Analytic Society, London.
Als Biologe in der quantitativen Forschung geschult, erprobte und standardisierte er im Folgenden als Gesundheitswissenschaftler und Tiefenpsychologe qualitative Designs für die therapeutische Fallforschung.
Seit 2019 betreut er Lehrveranstaltungen an der Universität Graz und im Psychotherapieseminar Bad Gleichenberg.
Er ist verheiratet, Vater zweier Kinder und Großvater.

## Veröffentlichungen (Auswahl)
- Peter C. Endler: Studie an Betagten, Hoch- und Höchstbetagten. Medizinverlag Maudrich, Wien 1993, ISBN 3-85175-603-7.
- Peter C. Endler, Johannes Endler: Drachen-Traum. Eine Gesundwerdegeschichte. Medizinverlag Maudrich, Wien 2001, ISBN 3-85175-759-9.
- Peter C. Endler: Der reflektierte tiefenpsychologische Fallbericht. Ein Lesebuch zu Angehörigenarbeit, Demenzbegleitung, Selbsterfahrung und Achtsamkeit. Facultas Universitätsverlag, Wien 2018, ISBN 978-3-7089-1645-3.
- Peter C. Endler, Sigrid Bachlehner. Betreuende Angehörige von Demenzpatienten. Entwicklung einer psychotherapeutisch analytischen Gruppe. Gruppenanalyse 2014, 2, 167–189
- Peter C. Endler. Hilfe auf jedem Weg? Von der Herausforderung des Therapeuten durch die Suizidplanung eines Klienten mit Demenzdiagnose. Psychotherapie Forum Psychotherapie Forum 2015, 20(4), 145–153
- Peter C. Endler P.C. Aufmerksamkeit und Achtsamkeit. Entwicklungen in einer analytischen Gruppe für Personen mit Erfahrung in Achtsamkeitstraining. Gruppenanalyse 2018, 1, 32–53
- PC Endler (2018). Demenz und Demenzbegleitung, kognitive Reserve. Biologische, tiefenpsychologische und soziale Aspekte. In: Endler 2018
- PC Endler (2021). finden und loslassen. Betreuende Angehörige, Demenzkranke und ein Psychotherapeut im Gespräch. Geschichten zur Selbsterfahrung. Facultas, Wien
- PC Endler (2023). Gruppenpsychoanalyse im Alter. In: Dietrich G., Flossel F. (Hg.). Gruppenpsychoanalyse. Theorie, Geschichte und Praxisfelder der gruppenanalytischen Methode. Facultas, Wien
- PC Endler (2022). Eine analytische Traumgruppe. Feedback 1&2, 23–39
- PC Endler, Ayshe Altunbay, Günter Dietrich, Gabriele Sachs (2023). Beobachtende in analytischen Gruppen III: Übertragung in einer Großgruppe zwischen Pandemie und Kriegsbedrohung. Gruppenpsychotherapie und Gruppendynamik 4, 287–307.